# 척도 불변 특징 변환
척도 불변 특징 변환(Scale-invariant feature transform, SIFT)은 컴퓨터 비전에서 척도와 무관한 특징을 추출하는 기법이다. 1999년 데이비드 로우(David Lowe)가 발명한 이미지의 로컬 특징을 감지, 설명 및 일치시키는 컴퓨터 비전 알고리즘이다. 응용 분야에는 객체 인식, 로봇 매핑 및 탐색, 이미지 스티칭, 3차원 모델링, 제스처 인식, 비디오 추적, 야생 동물과 매치 무빙의 개별 식별이 포함된다.
객체의 SIFT 키포인트는 먼저 참조 이미지 세트에서 추출되어 데이터베이스에 저장된다. 새 이미지의 각 특징을 이 데이터베이스와 개별적으로 비교하고 특징 벡터의 유클리드 거리를 기반으로 후보 일치 특징을 찾는 방식으로 새 이미지에서 객체를 인식한다. 전체 일치 집합에서 새 이미지의 개체와 해당 위치, 크기 및 방향에 동의하는 키포인트의 하위 집합을 식별하여 좋은 일치 항목을 필터링한다. 일관된 클러스터 결정은 일반화된 허프 변환의 효율적인 해시 테이블 구현을 사용하여 신속하게 수행된다. 객체와 그 포즈에 동의하는 3개 이상의 특징으로 구성된 각 클러스터는 더 자세한 모델 검증을 거쳐 이상값이 삭제된다. 마지막으로, 적합도의 정확도와 가능한 잘못된 일치 횟수를 고려하여 특정 특징 세트가 객체의 존재를 나타낼 확률이 계산된다. 이러한 모든 테스트를 통과한 개체 일치는 높은 신뢰도로 올바른 것으로 식별될 수 있다.
SIFT 알고리즘은 이전에 특허로 보호되었지만 해당 특허는 2020년에 만료되었다.

## 같이 보기
- 합성곱 신경망
- 위치 측정 및 동시 지도화